# Apocynum
Apocynum es un género con siete especies perteneciente a la familia Apocynaceae. Son nativos de las regiones templadas del hemisferio norte, excepto del oeste de Europa. En español se conocen genéricamente como apocinos. Comprende 185 especies descritas y de estas, solo 5 aceptadas.

## Descripción
Son plantas perennes herbáceas, a veces algo leñosas en la base. Tallos solitarios o pocos (pero a veces las plantas forman grandes colonias con alargados y ramificados rizomas), erectas o ascendentes. Hojas opuestas o, a veces sésiles algunos de ellos subopuestas o alternas, o corto pecioladas. Láminas foliares ovadas a estrechamente lanceoladas, glabras o pubescentes con pelos no glandulares. Las inflorescencias terminales o axilares, en racimos ramificados sueltos de unos pocas a muchas flores. Las flores dulcemente perfumadas.  Corolas con forma de campana o forma de urna, teniendo generalmente 5 pequeños apéndices, de color blanco a veces teñida o revestidos de rosa, en su mayoría glabras. Estambres unidos cerca de la base del tubo de la corola, curvado para formar un cono sobre el estigma, las anteras se adhieren al estigma por secreciones pegajosas; anteras en forma de flecha con cortos lóbulos triangulares.  Frutos delgados, alargados. Semillas numerosas, estrechamente cilíndricas, algo cónicas hacia la base, con un mechón de pelos en la punta truncada.

## Taxonomía
El género  fue descrito por Carlos Linneo y publicado en Species Plantarum 1: 213–214. 1753.
Etimología
Apocynum: nombre genérico que deriva del griego apo = "fuera de", y kyon o kunos = "perro", es decir "nocivo para los perros", en referencia a su antiguo uso como veneno para los perros.

## Especies aceptadas
A continuación se brinda un listado de las especies del género Apocynum aceptadas hasta octubre de 2013, ordenadas alfabéticamente. Para cada una se indica el nombre binomial seguido del autor, abreviado según las convenciones y usos. 
- Apocynum androsaemifolium
- Apocynum cannabinum - (Cáñamo de Canadá, Norteamérica)
- Apocynum × floribundum Greene
- Apocynum pictum (Este de Asia)
- Apocynum venetum (Este de Europa, Asia)

### Usos
El Apocynum cannabinum se utilizaba como fuente de fibras por los indígenas americanos. Y  Apocynum venetum (en chino: 羅布麻) se usa para preparar infusiones en China.
En homeopatía, Apocynum se usa para las diarreas y edemas.